# تشارلز هوب
تشارلز هوب (بالإنجليزية: Charles Hope)‏ هو لاعب كرة قدم أمريكية أمريكي، ولد في 12 مارس 1970.